# Joaçaba
Joaçaba è un comune del Brasile nello Stato di Santa Catarina, parte della mesoregione dell'Oeste Catarinense e della microregione di Joaçaba.
La città è stata colonizzata nel ventesimo secolo da immigrati tedeschi e italiani.
L'economia è basata principalmente sull'agricoltura e dall'allevamento di polli e suini.

## Storia
Joaçaba è stato considerato territorio spagnolo, nell'ambito del trattato di Tordesillas (1494). Tuttavia, i portoghesi occuparono questo territorio fin dall'inizio.
Nel 1916, lo Stato di Santa Catarina e il suo vicino settentrionale, lo Stato del Paraná, hanno combattuto per questa terra, nella cosiddetta Guerra do Contestado ("Guerra della Terra contesa"). Lo Stato di Santa Catarina sconfisse il Paranà acquisendone la giurisdizione.
Il 25 agosto 1917, Joaçaba venn battezzata Cruzeiro e, nella sua storia è stata anche chiamata Limeira e Cruzeiro do Sul, fino a quando la legislazione federale del 1943, vietò alle città in Brasile di condividere lo stesso nome (vi è un Limeira, nello Stato di São Paulo).
Il nome attuale di Joaçaba deriva dalla lingua tupi antica, con il significato di "crocevia".
Oggi, la città è conosciuta per il suo centro medico, dove arrivano pazienti provenienti da tutta Santa Catarina, oltre che per la sua università (UNOESC - Universidade do Oeste de Santa Catarina), che attira studenti da tutto il Paese.
Joaçaba è anche nota per il suo Carnevale e per l'alta qualità della vita dei suoi abitanti, che si è classificata prima nello Stato di Santa Catarina e ottava in tutto il Brasile.
L'IDH (Indice de Desenvolvimento Humano - Indice di Sviluppo Umano), fornito dalle Nazioni Unite, ha dato a Joaçaba il punteggio di "0,953" in una scala da 0 a 1 per l'anno 2003.
La città è servita dall'Aeroporto Santa Terezinha.